# Parque Nacional de Mosi-oa-Tunya
O Parque Nacional de Mosi-oa-Tunya, com uma área aproximada de 6600 ha, está localizado no sul da Zâmbia, entre o rio Zambeze e a Reserva Florestal Dambwa, perto da cidade de Livingstone (17°56'S, 25°55'E) e inclui a parte zambiana das cataratas. Em conjunto com o Parque Nacional de Victoria Falls, no Zimbabwe, este parque foi inscrito pela UNESCO em 1989 na lista dos locais que são Património da Humanidade.
As cataratas de Vitória ("Victoria Falls", em inglês) são a parte mais espetacular do curso do rio Zambeze, com uma extensão de 1708 m e uma altura de 99 m - e localizam-se na fronteira entre a Zâmbia e o Zimbabwe. - só perde para o Salto do Yucumã na cidade de Derrubadas No sul do Brasil que a maior queda de água do mundo com 1800 m de extensão.
É um dos componentes da Área de Conservação Transfronteiriça Cubango-Zambeze.